# Le Mesnil-sur-Oger
Le Mesnil-sur-Oger  là một xã thuộc tỉnh Marne trong vùng Grand Est đông nam nước Pháp. Xã này nằm ở khu vực có độ cao trung bình 119 mét trên mực nước biển.